# Palacio Real de Aranjuez
El Palacio Real de Aranjuez es una de las residencias de la familia real española, situada en el Real Sitio y Villa de Aranjuez, en la Comunidad de Madrid. El palacio, que es gestionado y mantenido por Patrimonio Nacional, está situado a orillas del río Tajo.

## Historia

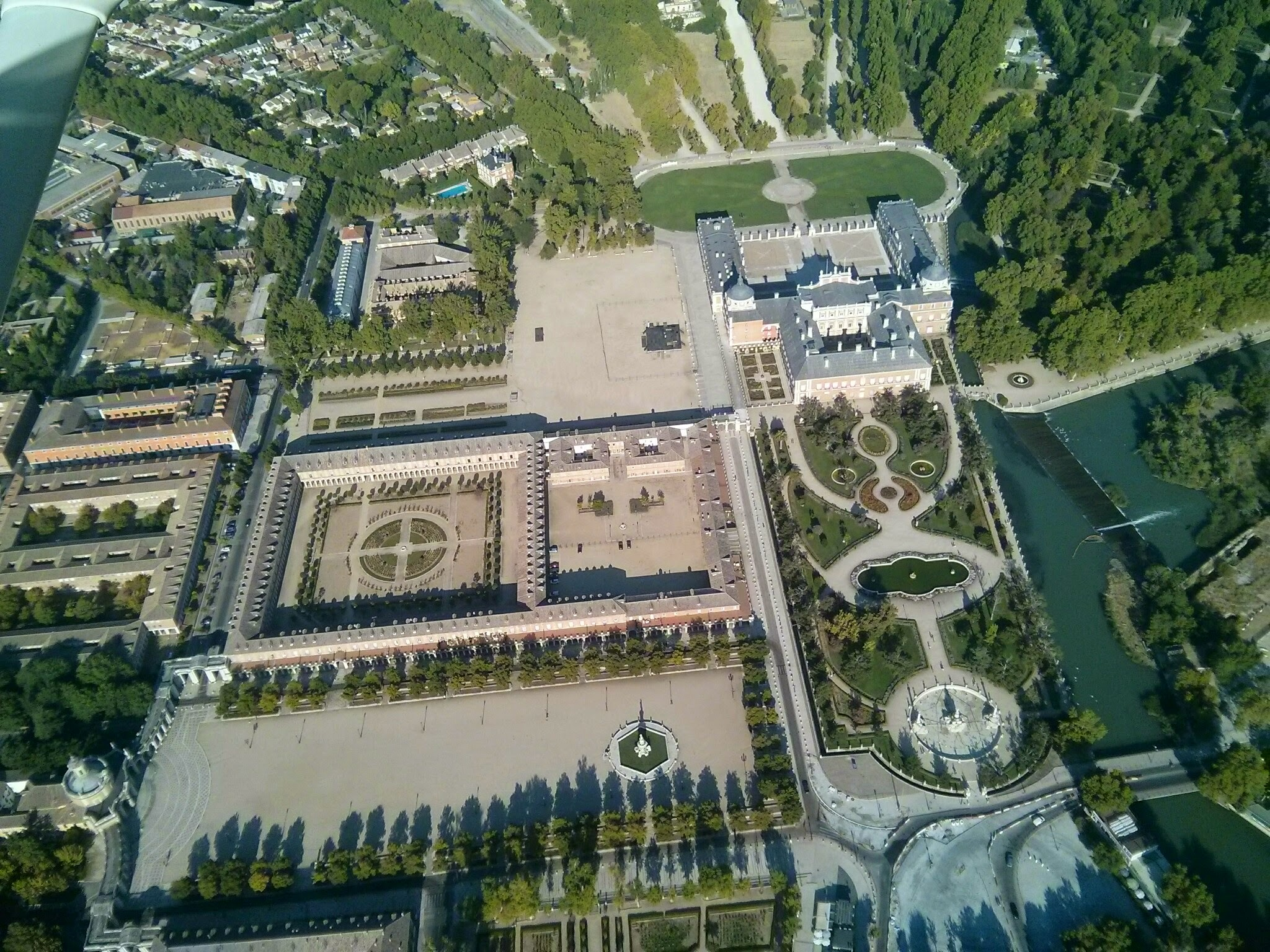
Una vista aérea del Palacio Real de Aranjuez y sus jardines

### SiglosXVI-XVIII

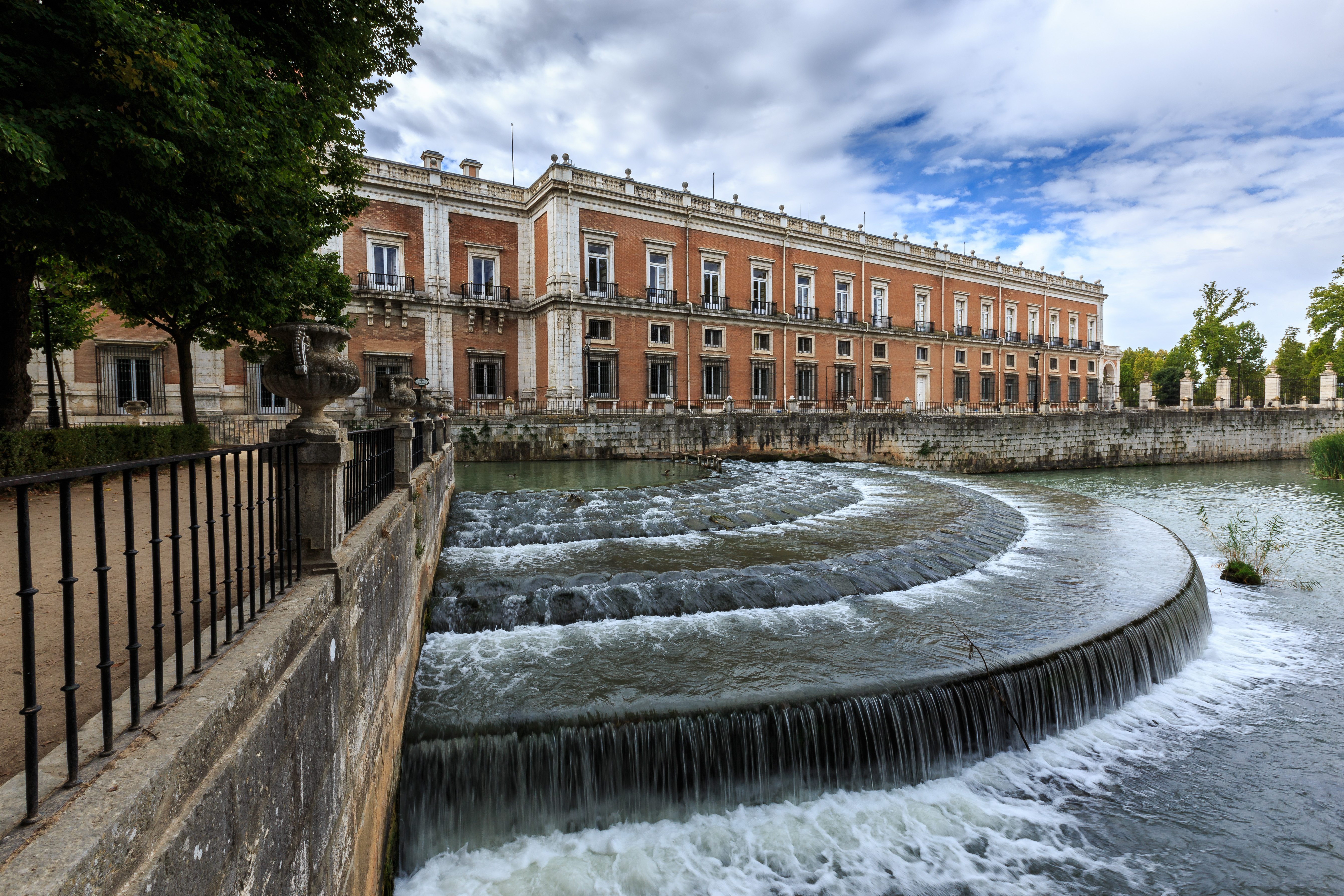
Fachada norte del palacio, junto al Tajo

Cuando el emperador Carlos V empezó a interesarse por desarrollar Aranjuez como una villa regia con amplio coto de caza se aposentó, como en 1501 había hecho Felipe el Hermoso, en el viejo palacio de los maestres de Santiago.

Fue erigido por orden de Felipe II, quien le encomendó el proyecto al arquitecto Juan Bautista de Toledo, que murió durante su construcción, por lo que su discípulo Juan de Herrera fue el encargado de rematar la obra. Durante todo el siglo XVII se paró la obra, hasta que en tiempos de Fernando VI se acomete una importante ampliación, que continuará Carlos III dotándolo de unas alas que encierran el patio de armas, tal y como se puede contemplar hoy en día. Un palacio menor, la llamada Casa del Labrador, se sitúa fuera del recinto, formando parte del Jardín del Príncipe.

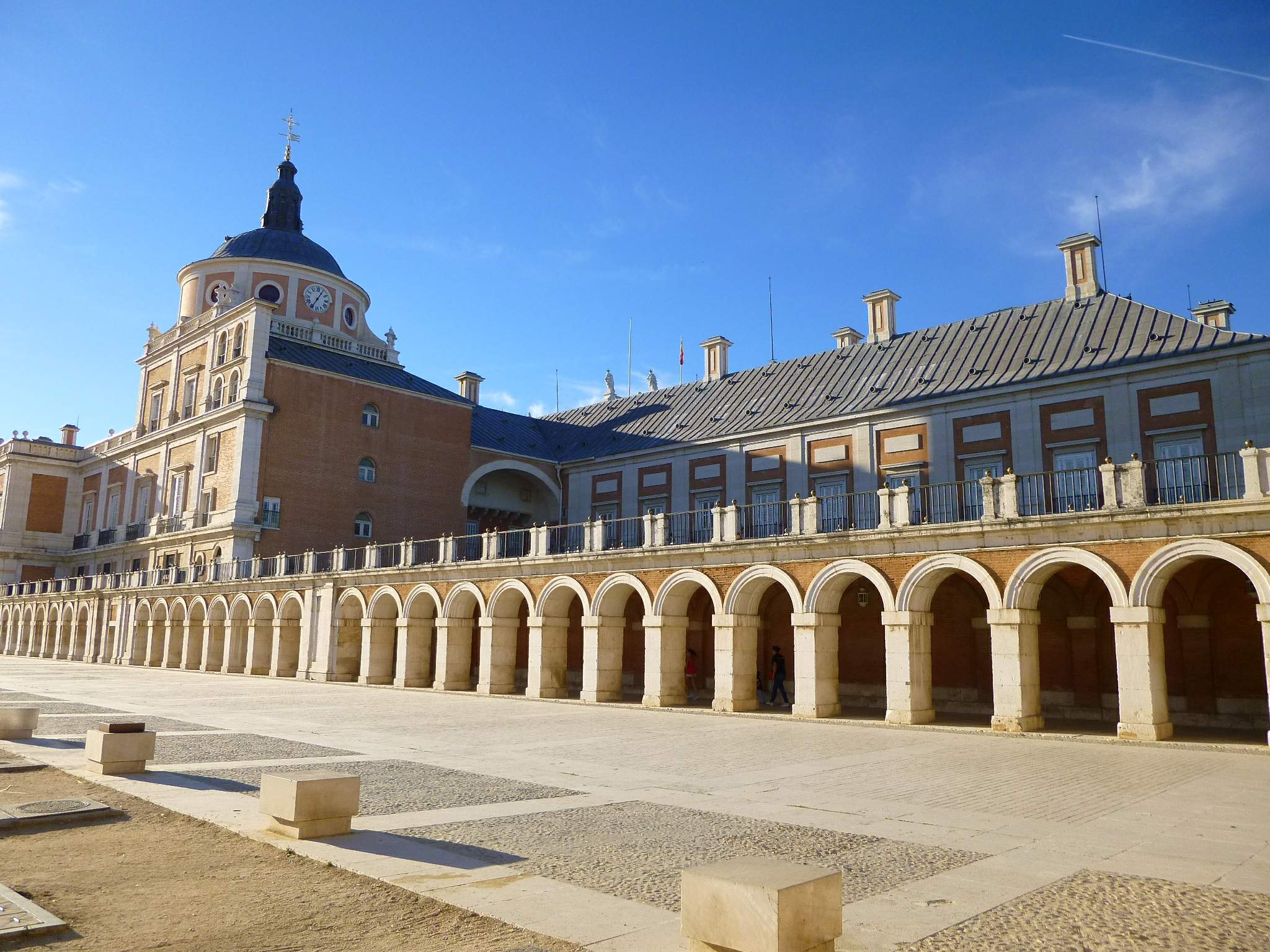
Fachada sur

### SigloXIX
En el plano histórico, el 25 de septiembre de 1808, en una ceremonia celebrada en la Capilla del Real Palacio de Aranjuez ante monseñor Juan Acisclo de Vera, arzobispo de Laodicea, se constituyó oficialmente la Junta Central Suprema y Gubernativa del Reino. La Junta Central quedó formada por los diputados procedentes de las Juntas Supremas de las capitales de los antiguos reinos, tal como quedó decidido en la reunión llevada a cabo el día anterior en la posada en la que se hospedaba el conde de Floridablanca, a la postre, presidente de la tratada Junta.

### SigloXX
En 1971 fue inaugurado en la planta baja del palacio el Museo de la Historia del Traje de Corte.
En 1983 se cerró el museo porque se consideraba muy poco ortodoxo y un tanto teatral. Se volvió a abrir en 1997 con el nombre de Museo de la Vida en Palacio. Cuenta con parte de los fondos del antiguo museo y en 2006 se incluyó el uniforme del rey Juan Carlos I el día de su proclamación en 1975, así como el vestido que lució la reina Sofía ese mismo día. También se puede ver su vestido de novia, además de los de la reina Letizia, la infanta Elena y la infanta Cristina.
De 1977 a 1983 sirvió como residencia de jefes de Estado extranjeros en visita de Estado en España. Anteriormente había tenido este uso el Palacio de la Moncloa, pero al trasladarse al mismo la residencia de la Presidencia del Gobierno, hubo que buscar una nueva ubicación. En 1983 el Palacio Real de Aranjuez dejó de tener este uso, el cual pasó al Palacio Real de El Pardo.

## Jardines de Aranjuez

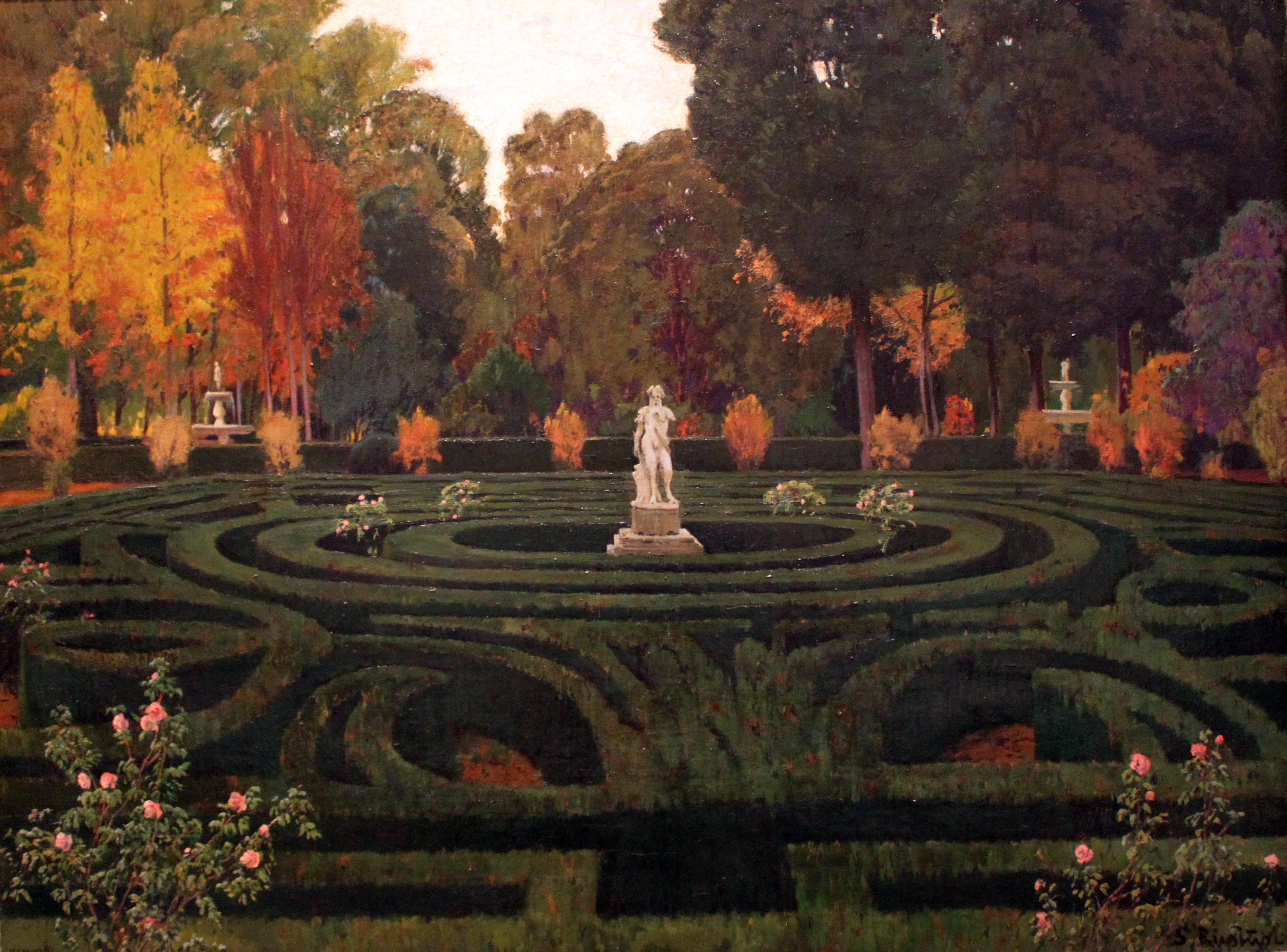
Jardín de Aranjuez. Glorieta, II por Santiago Rusiñol (1902). Museo Thyssen-Bornemisza, Madrid

Los inmensos jardines, proyectados para ensalzar la residencia real del centro de la península ibérica, y regados con las aguas de los ríos Tajo y Jarama, son los más importantes del periodo de los Habsburgo. Alcanzaron singular renombre gracias al Concierto de Aranjuez, de Joaquín Rodrigo, considerada la composición musical española más escuchada en el mundo. En 2001 este entorno fue declarado «Paisaje Cultural Patrimonio de la Humanidad» por la Unesco.

## Descripción
El palacio se ubica entre la avenida del Palacio y la plaza de las Parejas por el sur, el jardín del Parterre por el este, la Ría por el norte y la plaza del Raso de la Estrella por el oeste.
Del palacio destacan la Sala China, el Gabinete de Porcelana y la Sala de los Espejos.

### Comedor

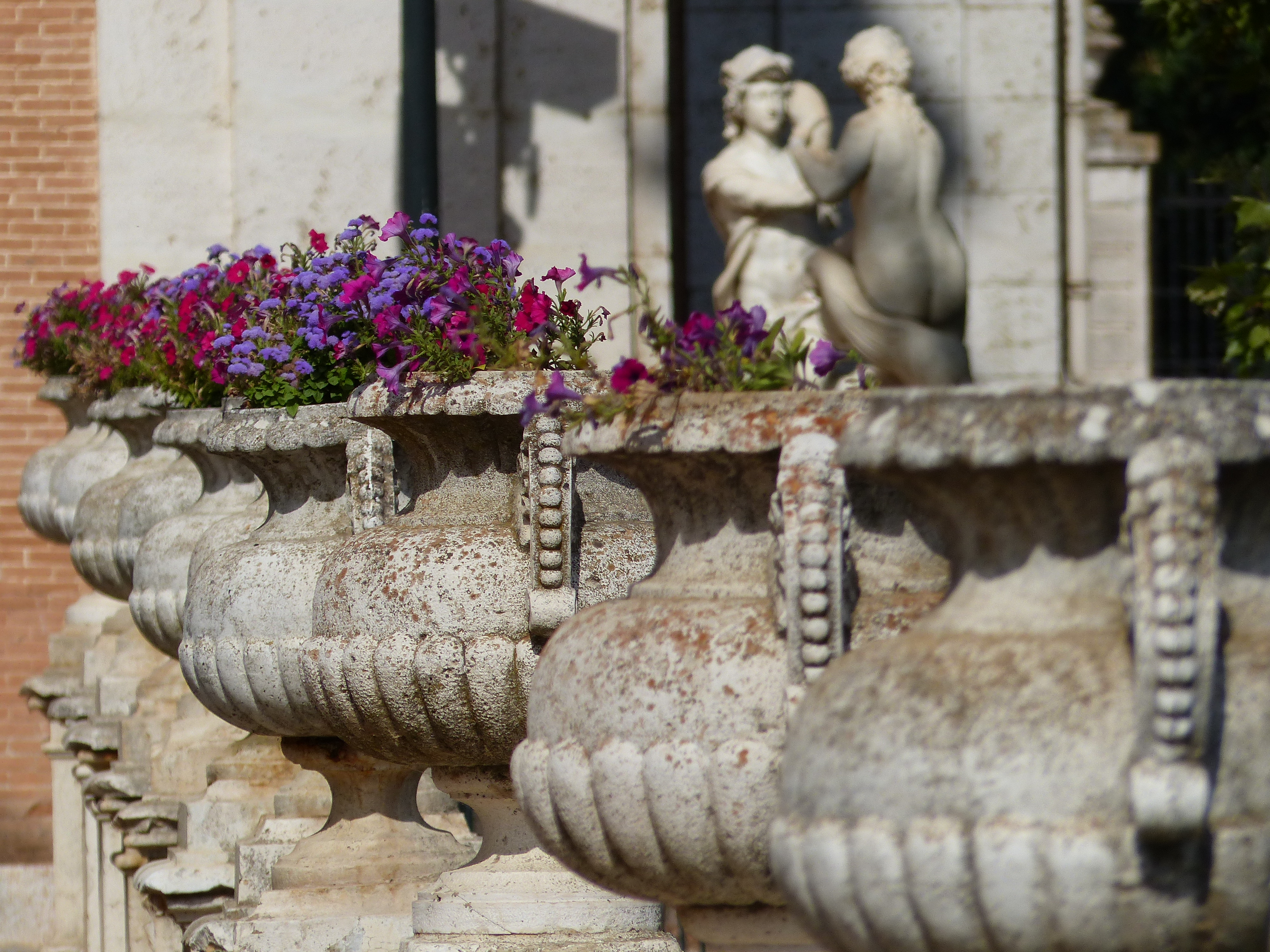
Detalle del exterior del palacio

Ubicado en el centro del palacio, se trata de un amplio salón decorado como sala de conversación a partir de 1748, bajo el reinado de Fernando VI; pasando a ser comedor en tiempos de Carlos IV.
En la bóveda, Giacomo Amigoni ensalzó el reinado de Fernando VI, con la Fe, la Caridad, la Justicia y la Prudencia en el centro, junto a la Munificencia, la Abundancia, la Fortaleza y la Paz; en los extremos, enmarcadas por rocallas características del rococó, la Verdad y la Eternidad, y en los ángulos, Las cuatro partes del mundo, extendiéndose el estilo al soberbio estuco del pavimento, con panoplias y alegorías musicales. Las seis sobrepuertas con virtudes asociadas al monarca son obra de Amigoni (Mansedumbre, Liberalidad, Humildad y Fidelidad) y de su colaborador Charles Joseph Flipart (Fortaleza y Concordia). Amigoni también comenzó la serie de grandes cuadros con la historia de José; pero a su muerte en 1752 el encargo fue trasladado a Corrado Giaquinto, quien pintó los lienzos de José interpreta los sueños en la cárcel, El triunfo de José, La copa en el saco de Benjamín y José presenta su familia al Faraón, así como otro ciclo pictórico que no tiene relación con la historia bíblica. En los testeros, dos monumentales relojes de época de Carlos IV. El mobiliario (cuya ebanistería fue rehecha por completo bajo las órdenes del Fernando VII), se compone de sillones y sillas de caoba y talla dorada, y consolas sobre las que apoyan pequeñas esculturas en bizcocho de porcelana de Nast.

### Gabinete árabe

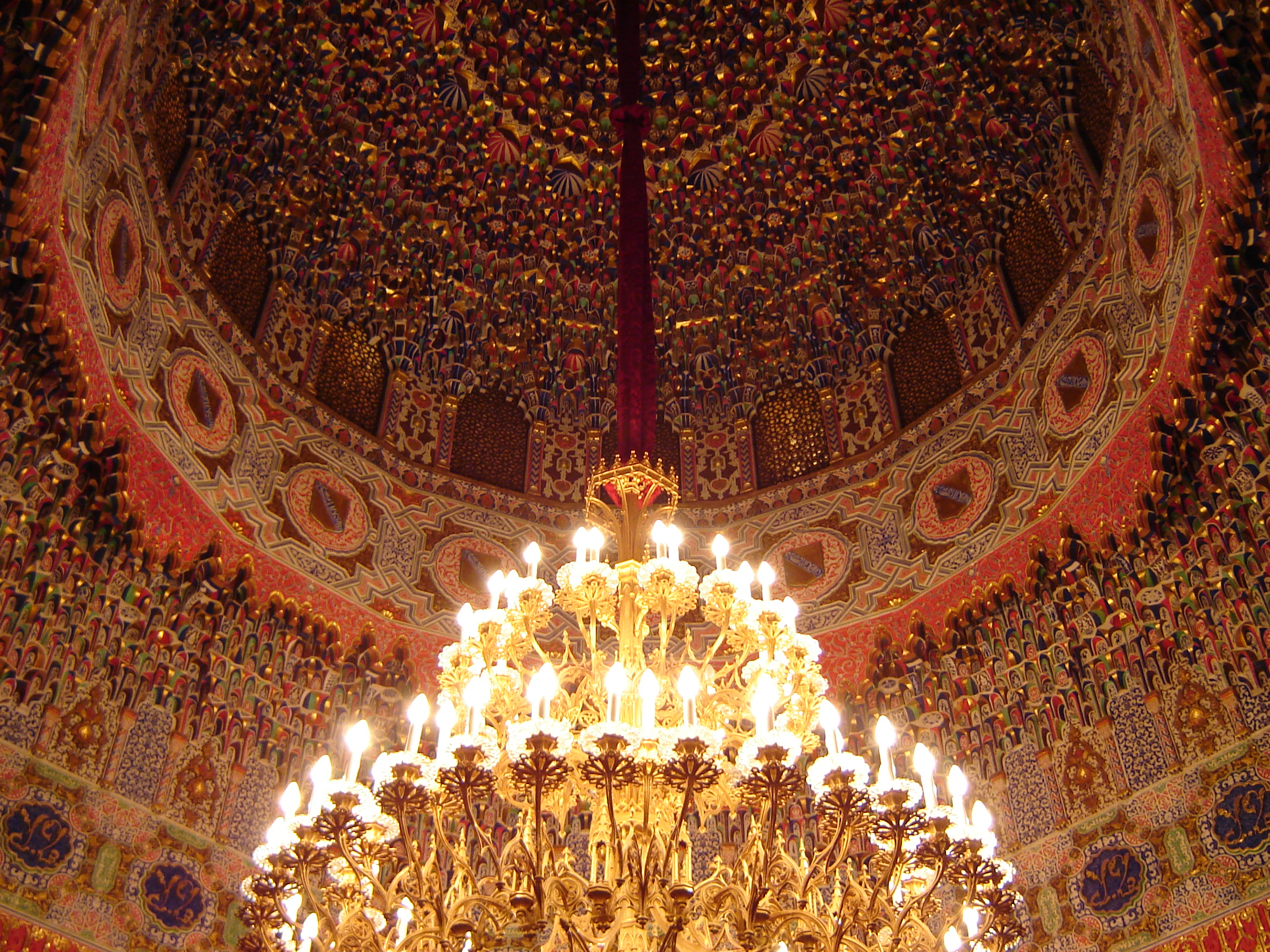
Gabinete árabe del palacio

De ambiente historicista inspirado en la sala de las Dos Hermanas de la Alhambra de Granada. Fue construido entre 1848 y 1850 bajo la dirección de Rafael Contreras, restaurador del palacio nazarí.
El arrimadero de estuco simula azulejos, y tanto las paredes como la bóveda son de yeso esculpido policromado, con decoración geométrica que forma mocárabes en la bóveda. En la cornisa figura reiteradamente la cifra de su mecenas Isabel II (Y2). La decoración andalusí se completa con el transparente del patio de los Leones de realización francesa, sendos divanes tapizados de damasco de seda carmesí y un velador de bronces y placas de porcelana pintados en 1835; obra de la Manufactura Real de Sèvres regalada por el rey de Francia Luis Felipe de Orleans a la reina regente María Cristina de Borbón-Dos Sicilias. La gran lámpara neogótica de bronce dorado cuenta con 81 luces dispuestas en dos pisos; regalo del infante don Francisco de Paula a su hijo el rey consorte Francisco de Asís de Borbón.

### Gabinete de Porcelana

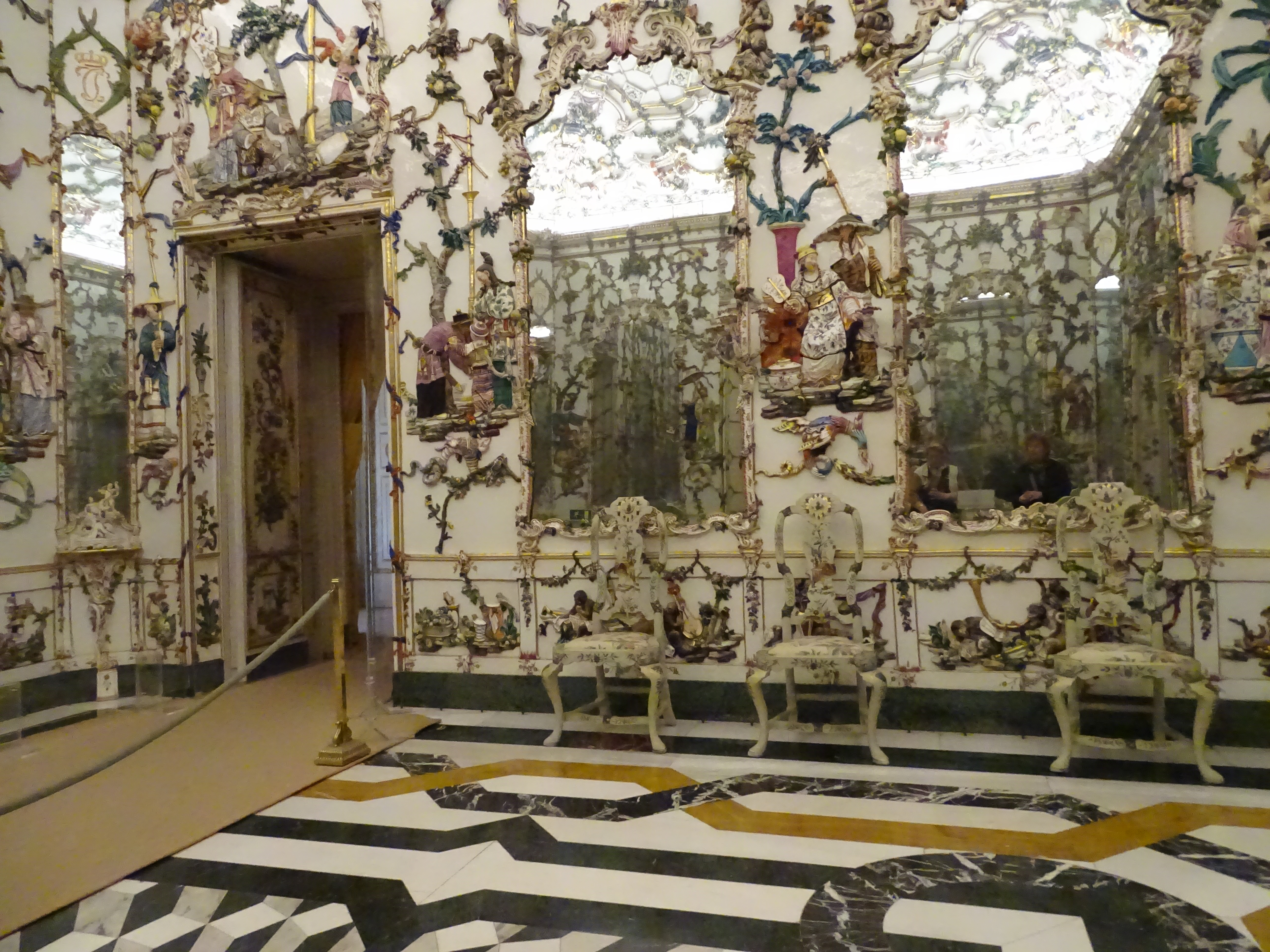
Gabinete de Porcelana

Constituye la primera gran realización de la Real Fábrica de Porcelana del Palacio del Buen Retiro, diseñada y realizada por el equipo de Giuseppe Gricci y concluida en 1765. Años más tarde serviría de inspiración para la estancia homónima del Palacio Real de Madrid; ya en un estilo más cercano al neoclásico que al rococó.
En torno a siete grandes espejos y a otros cuatro de los ochavos se dispone una decoración prolija de chinerías dieciochescas graciosas y vivaces, con figuras orientales, dragones, monos, frutos y diversos objetos entre una maraña de ramajes y cintas. De la bóveda, también de porcelana, pende una lámpara del mismo material que asemeja una palmera, con brazos en forma de raíces y un chino agarrado en su eje con un mono que le imita. El trabajo en la bóveda se compaginó con el dorado y pintura de las ventanas, vidrieras y puertas de pasos análogos a la decoración del gabinete. Las seis sillas lacadas con chinerías siguen el modelo inglés reina Ana.
Este suntuoso salón serviría como pieza de gabinete para el despacho de Carlos III y, posteriormente, como pieza de música para la reina Isabel II, con un piano Collard & Collard, ahora en la cámara de la reina.

## Galería

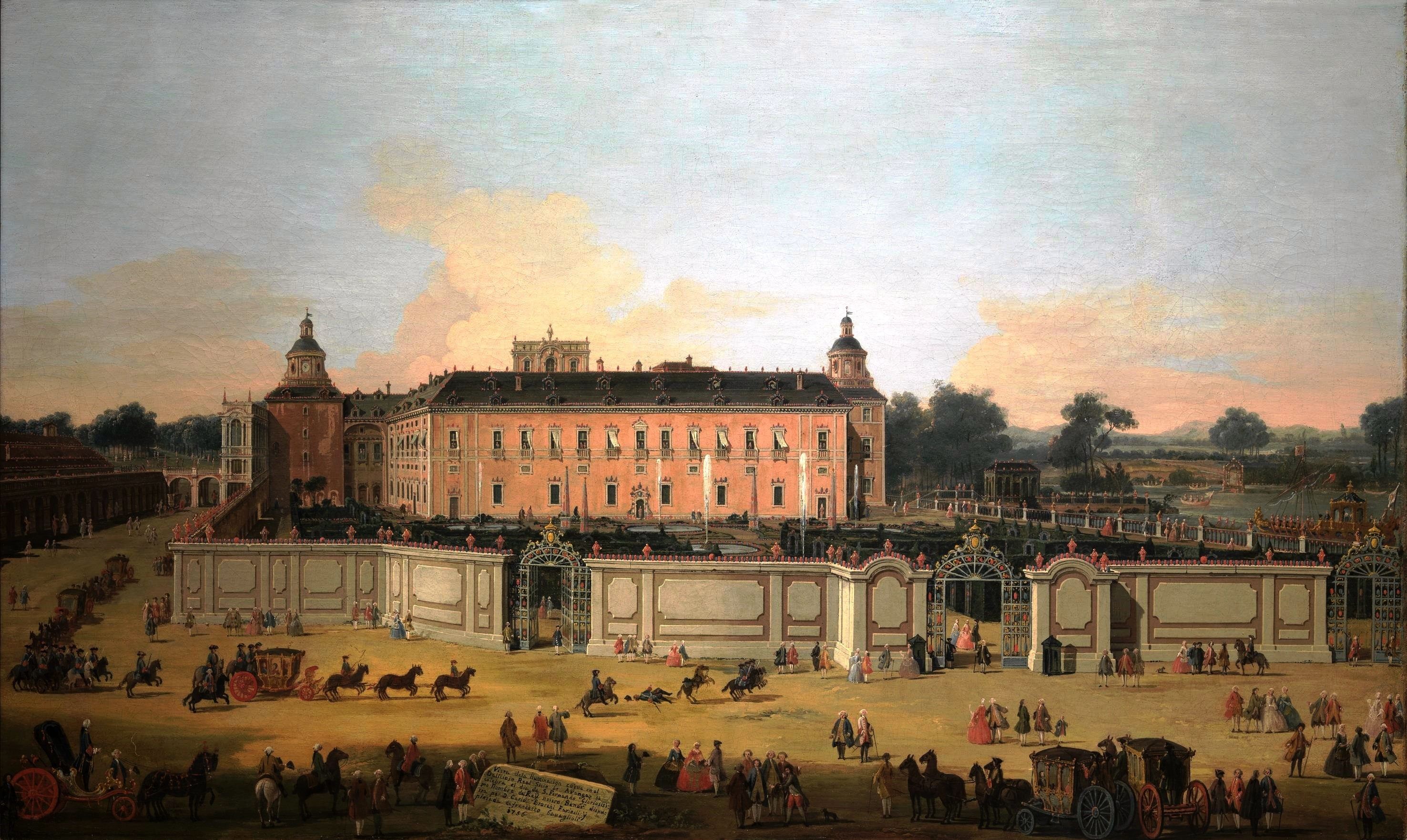
Vista del Palacio Real de Aranjuez de Francesco Battaglioli en 1756. (Museo del Prado)
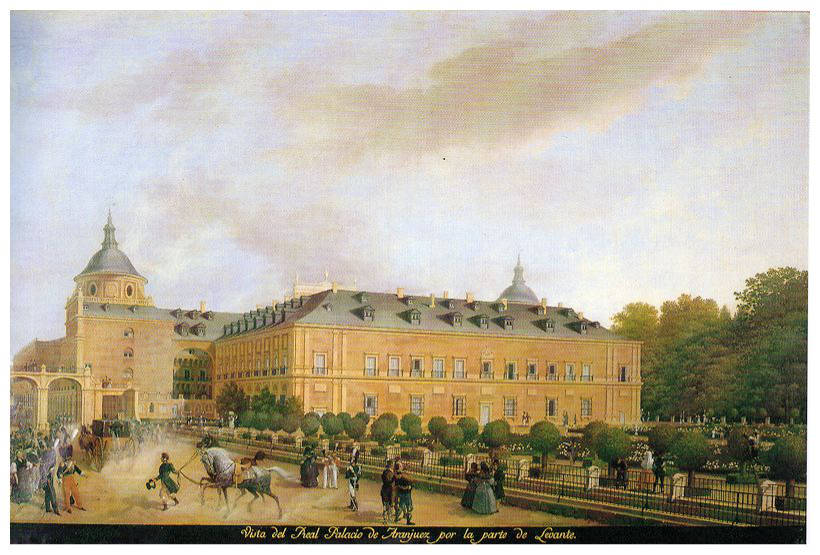
Vista del Real Palacio de Aranjuez por la parte de Levante de Fernando Brambila publicado en 1830 como parte de la serie Vistas de los Reales Sitios y Madrid.
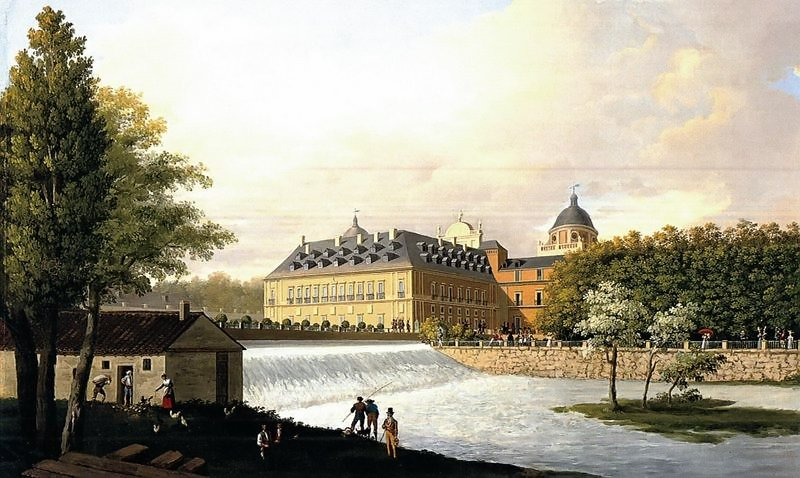
Vista del Real Sitio de Aranjuez, de la Cascada grande y Palacio; tomada de la parte de Levante de Fernando Brambila publicado en 1830 como parte de la serie Vistas de los Reales Sitios y Madrid.
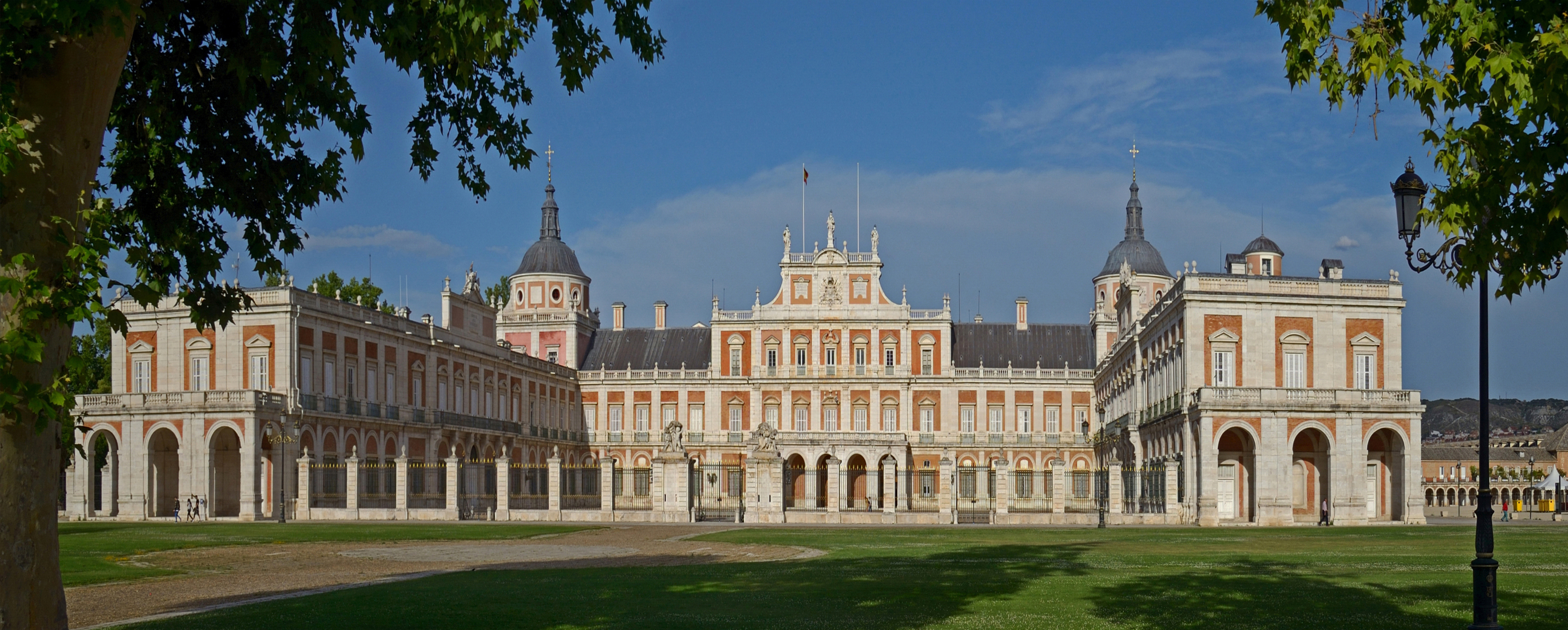
Vista de la plaza de armas y la fachada principal del palacio de 2017.
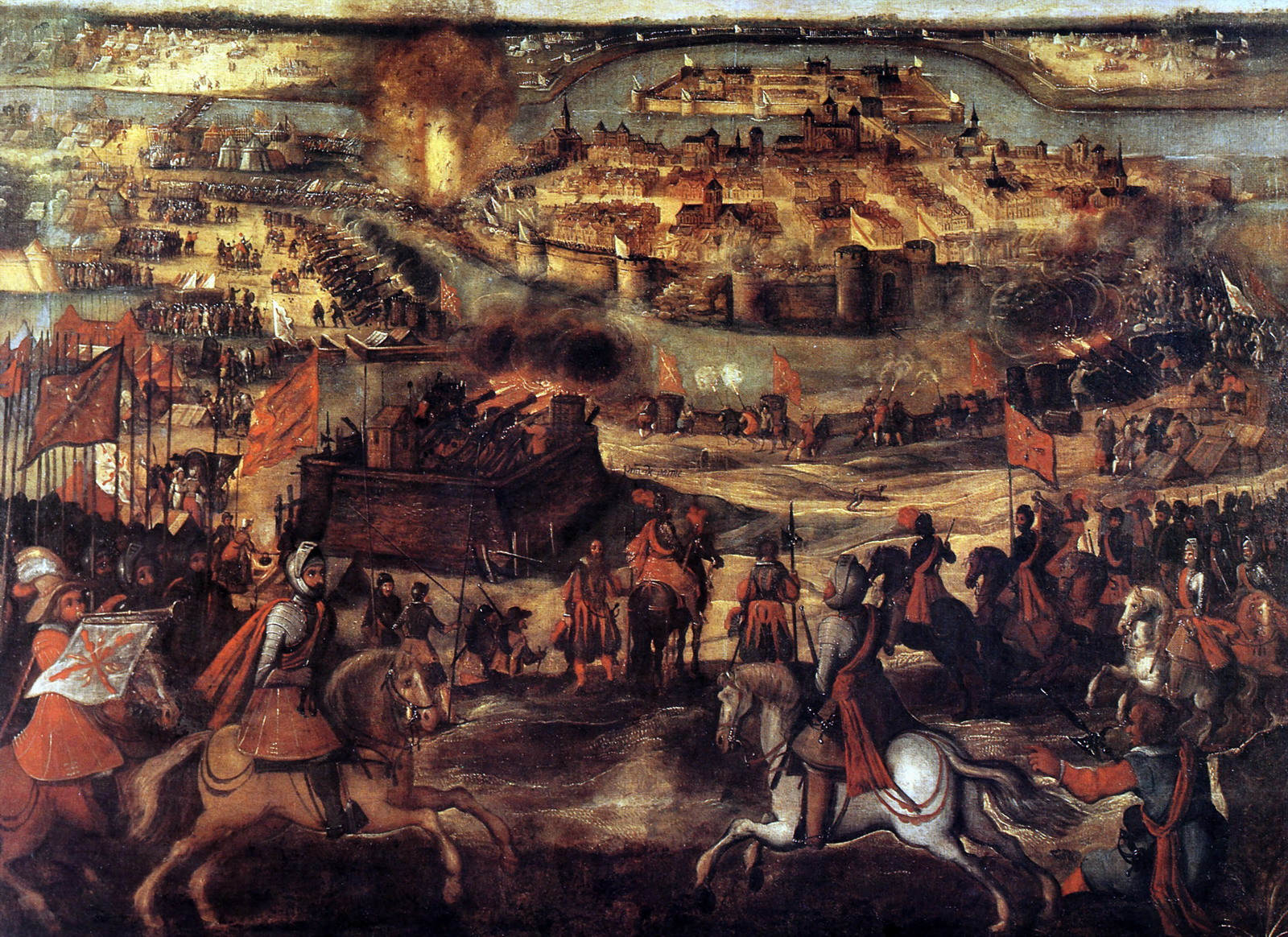
Sitio de Maastricht de 1579, parte de la colección de arte del Palacio Real de Aranjuez.